# 서울 법수선원 산신도
서울 법수선원 산신도는 서울특별시 강남구 세곡동, 법수선원에 있는 산신도이다. 2005년 2월 11일 서울특별시의 문화재자료 제28호로 지정되었다.

## 개요
이 불화는 현재 법수선원 명부전 안에 봉안되어 있는 산신도(山神圖)로서 법수선원의 전(前)주지인 혜광스님이 1950년경 도봉산 망월사(望月寺)에서 이관해온 것으로 전해진다.
화면은 가로가 약간 긴 직사각형으로 화면의 왼쪽(향우측) 가장자리를 따라 진채(眞彩)기법으로 그려진 소나무 아래 산신(山神)이 호랑이를 대동하고 앉아있는 모습을 그렸다.
이 산신도는 화기(畵記)가 남아있지 않아 정확한 조성연대와 화승(畵僧)등은 알 수 없으나 화풍으로 볼 때 제작연대가 19세기 후반 경으로 추정된다. 연대가 다소 내려가지만 소나무와 산신, 호랑이가 이루어내는 안정된 포치(布置)와 음영법(陰影法)에 의한 입체감의 표현, 섬세한 필치 등이 돋보이는 작품이므로 서울특별시 문화재자료로 지정한다.

## 참고 자료
- 법수선원산신도 - 국가유산청 국가유산포털